# Perevozskij rajon
Il Perevozskij rajon (in russo Перевозский район?) era un distretto (rajon) dell'oblast' di Nižnij Novgorod, nella Russia europea, con capoluogo Perevoz. Dal 2017 è stato trasformato in circondario urbano della città di Perevoz (Городской округ город Перевоз, Gorodskoj okrug della città di Perevoz).